# Torneio Pré-Olímpico de Voleibol Masculino de 2016 - NORCECA
O torneio pré-olímpico de voleibol masculino da NORCECA de 2016 ocorreu de 8 a 10 de janeiro de 2016. Foi disputado por quatro equipes da América do Norte e da América Central e a seleção de Cuba assegurou vaga nos Jogos Olímpicos de 2016.Ainda com chances de aspirar uma vaga nos referidos jogos, através do feito da segunda colocação final a  seleção do Canadá disputará o Pré-Olímpico Mundial I ; na terceira posição final a seleção do México disputará o Pré-Olímpico Mundial II
.

## Equipes participantes
| Equipes    |
| ---------- |
| Cuba       |
| Canadá     |
| México     |
| Porto Rico |

## Quadrangular
|     |            |     | Jogos | Jogos | Jogos | Resultados | Resultados | Resultados | Resultados | Resultados | Resultados | Sets | Sets | Sets  | Pontos | Pontos | Pontos |
| Pos | Equipe     | Pts | T     | V     | D     | 3–0        | 3–1        | 3–2        | 2–3        | 1–3        | 0–3        | V    | P    | R     | V      | P      | R      |
| --- | ---------- | --- | ----- | ----- | ----- | ---------- | ---------- | ---------- | ---------- | ---------- | ---------- | ---- | ---- | ----- | ------ | ------ | ------ |
| 1   | Cuba       | 9   | 3     | 3     | 0     | 3          | 0          | 0          | 0          | 0          | 0          | 9    | 0    | MAX   | 233    | 190    | 1.226  |
| 2   | Canadá     | 6   | 3     | 2     | 1     | 2          | 0          | 0          | 0          | 0          | 1          | 6    | 3    | 2,000 | 207    | 194    | 1.067  |
| 3   | México     | 5   | 6     | 2     | 4     | 1          | 0          | 1          | 0          | 2          | 2          | 8    | 14   | 0.571 | 224    | 258    | 0.868  |
| 4   | Porto Rico | 1   | 3     | 0     | 3     | 0          | 0          | 0          | 1          | 0          | 2          | 2    | 9    | 0.222 | 242    | 264    | 0.917  |

- Horário UTC−07:00

| Data   | Hora  |            | Placar |            | Set 1 | Set 2 | Set 3 | Set 4 | Set 5 | Total   | Relatório |
| ------ | ----- | ---------- | ------ | ---------- | ----- | ----- | ----- | ----- | ----- | ------- | --------- |
| 8 jan  | 17:10 | 'Canadá '  | 3–1    | México     | 25–19 | 25–23 | 25–16 |       |       | 75–58   | 75–58     |
| 8 jan  | 19:10 | 'Cuba '    | 3–0    | Porto Rico | 25–22 | 25–20 | 33–31 |       |       | 83–73   | 83–73     |
| 9 jan  | 13:45 | 'Canadá '  | 3–0    | Porto Rico | 25–16 | 25–22 | 25–23 |       |       | 75–61   | 75–61     |
| 9 jan  | 16:10 | México     | 0–3    | ' Cuba'    | 15–25 | 22–25 | 23–25 |       |       | 60–75   | 60–75     |
| 10 jan | 17:10 | Porto Rico | 2–3    | ' México'  | 25–23 | 25–16 | 24–26 | 24–26 | 10–15 | 108–106 | 108–106   |
| 10 jan | 19:55 | Canadá     | 0–3    | ' Cuba'    | 15–25 | 21–25 | 21–25 |       |       | 57–75   | 57–75     |

## Classificação final
| Posição | Equipe     |
| ------- | ---------- |
| 1       | Cuba       |
| 2       | Canadá     |
| 3       | México     |
| 4       | Porto Rico |

## Prêmios individuais
Os destaques individuais do torneio foram:
| MVP (Most Valuable Player) | Rolando Cespeda        | Cuba   |
| Oposto                     | Rolando Cespeda        | Cuba   |
| 1ª Ponteiro                | John Gordon Perrin     | Canadá |
| 2ª Ponteiro                | Osmany Uriarte         | Cuba   |
| 1ª Central                 | Daniel Jansen Vandoorn | Canadá |
| 2ª Central                 | Liván Osoria           | Cuba   |
| Levantador                 | Ricardo Calvo          | Cuba   |
| Líbero                     | Jesús Rangel           | México |
| Melhor pontuador           | Rolando Cespeda        | Cuba   |
| Melhor recepção            | Jorge Barajas          | México |
| Melhor defesa              | Tyler Sander           | Canadá |
| Melhor saque               | Rolando Cespeda        | Cuba   |